# Brouy
Brouy là một xã ở tỉnh Essonne thuộc vùng Île-de-France miền bắc nước Pháp.
Danh xưng cư dân địa phương Brouy trong tiếng Pháp là Brogaçois.